# Polynema shakespearei
Polynema shakespearei är en stekelart som beskrevs av Girault 1920. Polynema shakespearei ingår i släktet Polynema och familjen dvärgsteklar. Inga underarter finns listade i Catalogue of Life.